# Brisura
Una brisura è un elemento che modifica un blasone ereditato. È utilizzata per distinguere figli primogeniti, cadetti o bastardi e per distinguere la natura di concessione dell'arme stessa. In Italia si è preferito, per un certo periodo di tempo, il termine spezzatura.
Le brisure più impiegate sono: 
- la diminuzione di pezze onorevoli;
- la variazione di colore di un elemento importante (campo o pezza onorevole);
- l'aggiunta di una pezza di second'ordine o di una figura;
- l'inserimento di elementi (figure o smalti) attribuiti a titolo di aumento di carattere sia premiale sia punitivo.

Le brisure più frequenti in Francia sono la bordatura, il lambello o ancora la barra. In Inghilterra, esiste tutta una gerarchia di brisure che indicano il rango all'interno della famiglia. Così il primogenito brisa obbligatoriamente con un lambello.

Stemma del dipartimento di Loiret, in Francia

Un blasone "brisato" dovrebbe essere letto inizialmente ignorando la brisura, e poi terminando con "brisato da...". Questa regola però è applicata solo per le grandi famiglie, in quanto presuppone una enorme conoscenza storica da parte del blasonatore che deve poter distinguere, ad esempio, il caso di un lambello utilizzato come brisura da quello di un lambello utilizzato come normale figura dello scudo.
Così la blasonatura del Loiret d'azzurro alla divisa ondata d'argento accompagnata da tre gigli d'oro, il tutto sormontato da un lambello d'argento. dovrebbe divenire: d'azzurro alla divisa ondata d'argento accompagnata da tre gigli d'oro, brisato da un lambello d'argento in capo.

Aragona
Aragona-Maiorca e Paternò (brisura di Aragona)
Albret
Albret-Orval (brisura di Albret)
Blois
Champagne (brisura di Blois)
Rohan
Rohan du Gué de l'Isle (brisura di Rohan)
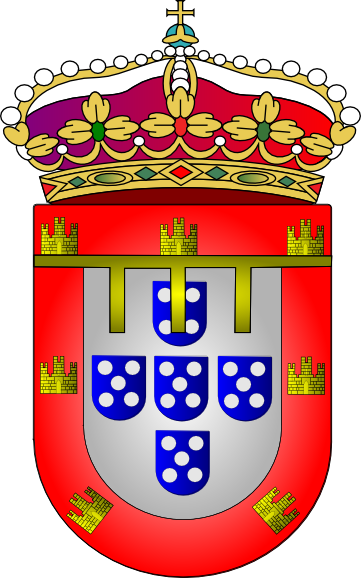
Principe Erede di Portogallo
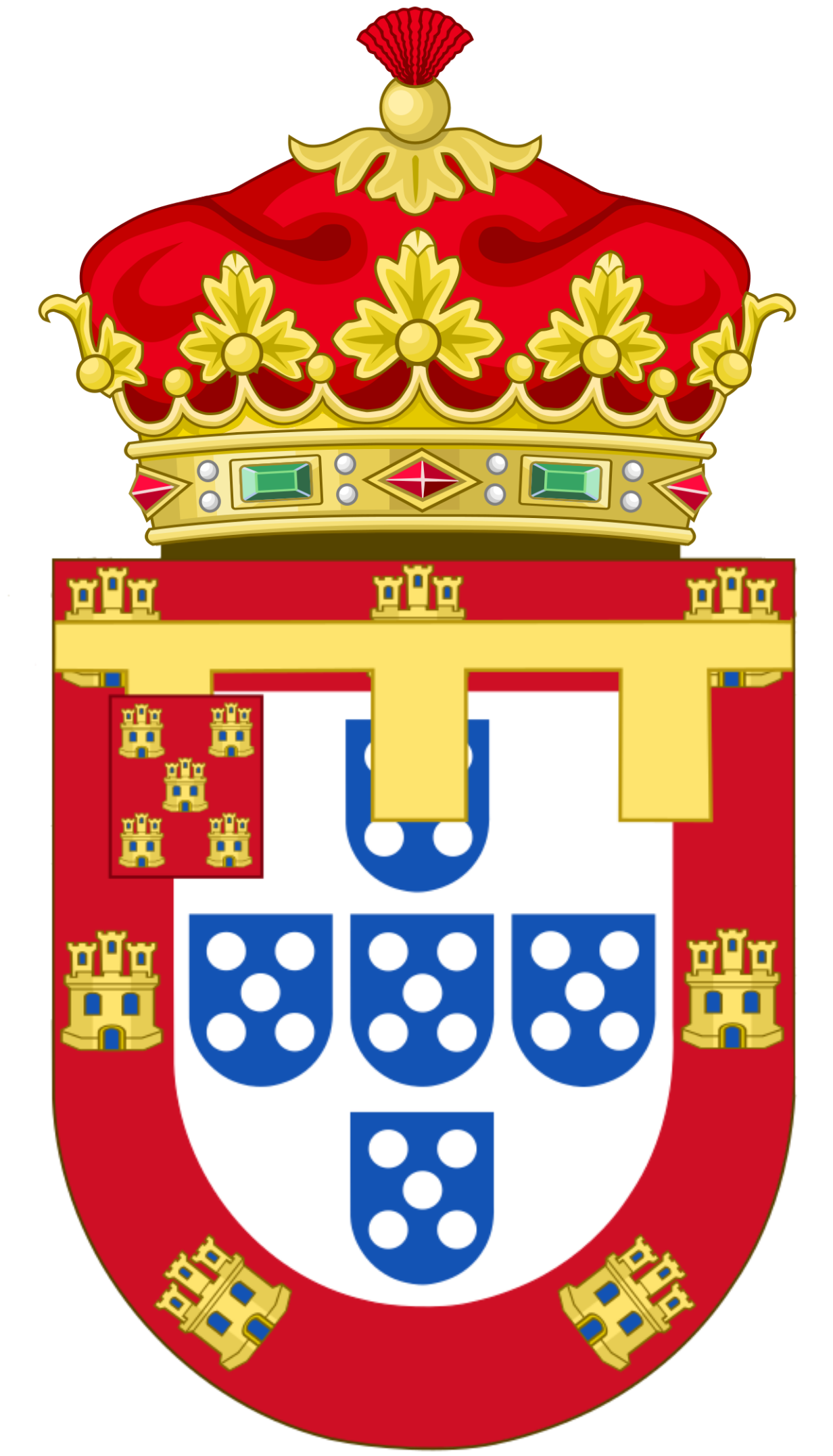
primo infante di Portogallo
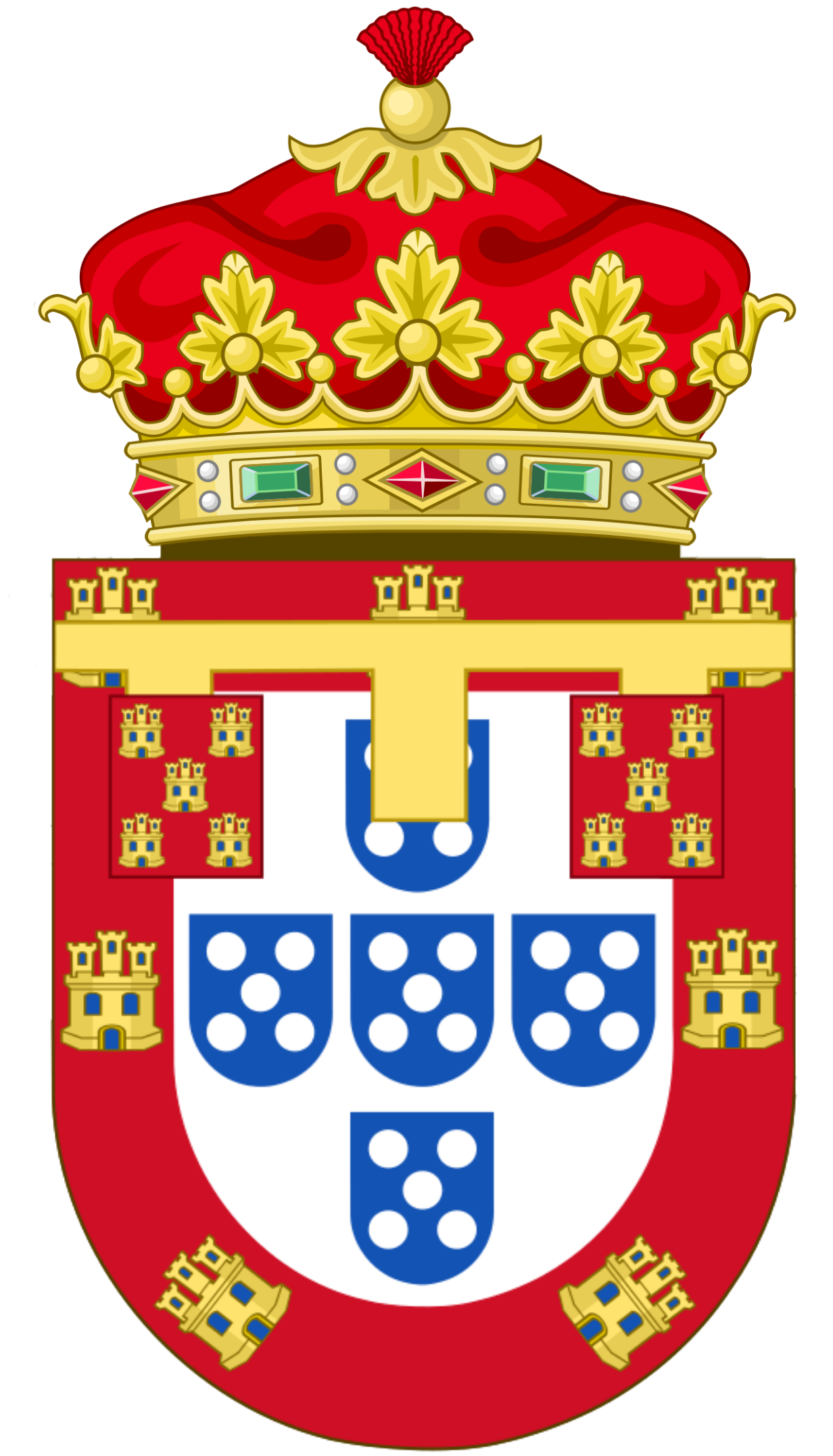
secondo infante di Portogallo
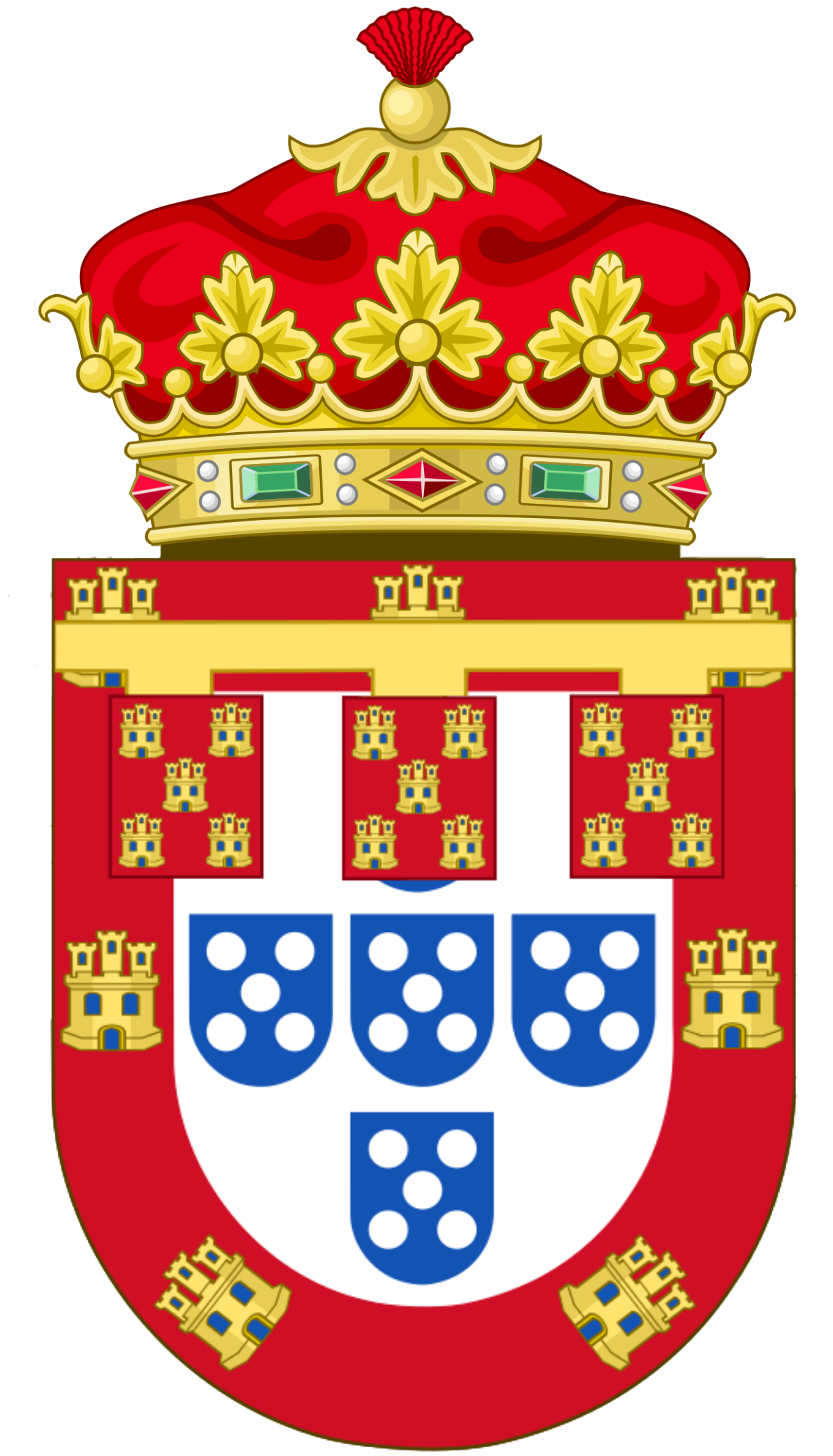
terzo infante di Portogallo

Talora la brisura indica lo stato di bastardigia del titolare dello stemma. Frequente è il controbastone, ma si trova anche il semplice filetto di bastardigia, di colore nero.

stemma di Guglielmo, bastardo di Lussemburgo

La brisura assume frequentemente il valore di elemento distintivo tra i discendenti di una famiglia. In questo caso le brisure devono essere disegnate di dimensioni ridotte rispetto al normale, per poterle distinguere dai carichi normali. Non risulta vi siano differenze tra queste brisure in base al loro smalto.

## La brisura (cadency) nel Regno Unito
Nel Regno Unito gli elementi impiegati nelle brisure (marks of cadency) necessarie per distinguere i vari rami di una famiglia seguono norme ben precise; solo la famiglia reale segue regole analoghe ma diverse. Le brisure non si applicano alle figlie femmine perché, con la sola eccezione della casa reale, sono tutte uguali e quindi portano tutte l'arma del genitore (ivi comprese le eventuali brisure che gli spettano).

Stemma di John Awdeley brisato da un montante azzurro

### La prima generazione

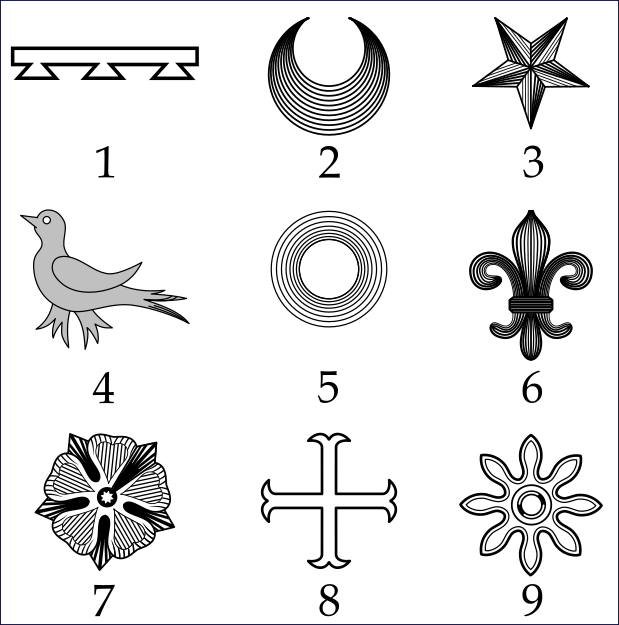
Segni di brisura di prima generazione secondo l'araldica inglese

Secondo le regole stabilite all'epoca di Edoardo III, ogni figlio, secondo l'ordine di nascita, brisa l'arma del genitore con questa sequenza:
- primo figlio: un lambello di tre gocce;
- secondo figlio: un crescente;
- terzo figlio: una stella a cinque punte (mullet);
- quarto figlio: un merlotto;
- quinto figlio: un anello;
- sesto figlio: un giglio;
- settimo figlio: una rosa;
- ottavo figlio: una croce ancorata;
- nono figlio: una eightfoil (o huitfoil), figura composta da otto foglie poste in tondo con un bottone centrale.

### La seconda generazione
Ogni figlio, secondo l'ordine di nascita, carica la brisura dell'arma del genitore con quella che gli spetta secondo la sequenza. La casa del terzo figlio della prima generazione, ad esempio, vedrà i suoi figli caricare la stella a cinque punte con un lambello, poi con un crescente, poi con una seconda stella a cinque punte e così via.
L'unica anomalia che si può notare è quella per cui il primo figlio della prima casa può presentare un lambello di cinque gocce invece del lambello di tre gocce caricato di un altro lambello di tre gocce.

### Le brisure nella famiglia reale
I figli e le figlie del sovrano portano tutti un lambello d'argento di tre gocce. Quello del Principe di Galles, primo figlio, non presenta altre brisure, mentre quelli degli altri principi sono caricati con croci, gigli, cuori o altre figure. I principi e le principesse, figli dei precedenti, portano un lambello di cinque gocce caricato secondo lo schema suindicato. Queste brisure sono portate, oltre che sull'arma, anche sui cimieri e sui supporti.
|                                      |                                                                            |                                    |                         |                                   |                                    |
| Stemma del Re                        |                                                                            |                                    |                         |                                   |                                    |
|                                      |                                                                            |                                    |                         |                                   |                                    |
| Stemma del Principe di Galles        | Stemma del Duca di Cambridge                                               | Stemma del Principe Duca di Sussex | Stemma del Duca of York | Stemma della Principessa Beatrice | Stemma della Principessa Eugenia   |
|                                      |                                                                            |                                    |                         |                                   |                                    |
| Stemma del Conte di Wessex           | Stemma della Principessa Reale                                             | Stemma del Duca di Gloucester      | Stemma del Duca di Kent | Stemma del Principe Michael       | Stemma della Principessa Alexandra |
|                                      |                                                                            |                                    |                         |                                   |                                    |
| Stemma del Re (di diritto in Scozia) | Stemma del Principe di Galles (di diritto in Scozia come Duca di Rothesay) |                                    |                         |                                   |                                    |

## La brisura nel Portogallo
Un esempio è quello degli infanti del Portogallo, nei cui stemmi è sempre presente un lambello d'oro di tre pendenti con le seguenti modifiche:
1. primo infante: uno scudetto banderese di Francia sul primo pendente
2. secondo infante: due scudetti banderesi di Savoia sul primo e terzo pendente
3. terzo infante: tre scudetti banderesi di Castiglia, di Leon e d'Aragona sui tre pendenti

## La brisura in Italia
Sebbene non tutte le famiglie italiane abbiano utilizzato nei secoli delle brisure precise, rimane tradizione l'uso di almeno otto brisure:
1. primogenito: un lambello di tre pendenti
2. secondogenito: bordura dello stemma
3. terzogenito: un bastone scorciato
4. quartogenito: un filetto in sbarra (cotissa)
5. quintogenito: un contrafiletto
6. sestogenito: un cantone
7. settimogenito: una cinta
8. figlio naturale: un bastone scorciato in sbarra (talvolta di colore nero)

Le stesse regole si applicano per il figlio primogenito, secondogenito, terzogenito, quartogenito, quintogenito, sestogenito, settimogenito e naturale del secondogenito e così via. Nel caso della sovrapposizione di due figure identiche, viene mutato il colore o la brisura viene dimezzata con due colori diversi. Tali regole si applicano anche per le armi femminili, sempre nel rispetto dell'ordine di nascita.

Primogenito
Secondogenito
Terzogenito
Quartogenito
Quintogenito
Sestogenito
Settimogenito
Figlio naturale

### Brisure di Casa Savoia
|         |                      |                |              |                       |
| Monarca | Principe di Piemonte | Duca di Genova | Duca d'Aosta | Principe di Carignano |